# Lindolfo Rocha
Lindolfo Rocha (Grão Mogol, 3 de abril de 1862–Jequié, 30 de dezembro de 1911), foi um escritor e jornalista brasileiro.

## Biografia
Lindolfo Rocha (ou Lindolpho Rocha, de acordo com a grafia nas primeiras edições de seus livros e como eram assinados os seus artigos nos jornais da época) era filho de Manuel Jacinto Rocha e Irene Gomes e quase nada se sabe sobre sua infância. Para uns, ele era baiano de Andaraí. Para outros, mineiro de Grão Mogol. Órfão de pai, pobre, mestiço, viveu e sustentou a mãe.
Aos 18 anos, passou a dar aulas particulares e a tocar pistão numa filarmônica de Bom Jesus dos Meiras (hoje Brumado) no centro-sul da Bahia.
Mais tarde, já residindo em Maracás, fundou uma escola primária e tornar-se regente de banda.
Intelectual, prestou exames preparatórios no Ateneu Provincial em Salvador e, autodidata, estudou inglês, francês e latim.
Em 1892, já em Recife, diplomou-se em Direito e foi nomeado Juiz-Preparador de Correntina, Bahia, onde permaneceu por cerca de um ano. Mais tarde, fixou residência permanente em Jequié - Bahia e, com sua influência junto ao governo, conseguiu elevá-lo a categoria de município, sendo nomeado Juiz-Preparador em 1896, e tendo permanecido por cinco anos no cargo.
Nesse mesmo ano, perdeu a mãe. No ano seguinte, aos 35 anos, casou-se com Áurea de Brito, vinte e um anos mais nova do que ele.
Em 1901 passou a exercer a advocacia e interessar-se por agricultura e astronomia.
Faleceu a 30 de dezembro de 1911, vitimado por uma infecção intestinalinfecção intestinal, contraída quando veraneava na praia de Mar Grande, na Ilha de Itaparica.
Sua obra mais famosa foi Maria Dusá, que virou telenovela da Rede Globo de Televisão em 1978 com o título de Maria, Maria, adaptada por Manoel Carlos.

## Obras principais
- Bromélias (poesia, 1887)
- Iacina (romance indígena, 1907)
- O Pequeno Lavrador (obra didática, 1909)
- Maria Dusá (romance, 1910)